# Operazione Greif
L'operazione Greif ("Grifone" in lingua tedesca) fu un'operazione militare intrapresa dai tedeschi nell'ambito dell'offensiva delle Ardenne della seconda guerra mondiale, nel dicembre 1944.
L'operazione si proponeva di ottenere un effetto sorpresa durante questa offensiva sfruttando l'azione di piccoli gruppi di commando tedeschi travestiti da soldati statunitensi che, interrompendo le comunicazioni, alterando la segnaletica stradale e compiendo azioni di sabotaggio di ogni genere, avevano il compito di creare caos nelle retrovie del nemico e occupare gli strategici ponti sulla Mosa necessari al proseguimento dell'offensiva. Il comando dell'operazione fu affidato, da Adolf Hitler in persona, al colonnello delle SS Otto Skorzeny.
I risultati concreti furono modesti. Solo un gruppo riuscì a raggiungere un crocicchio vicino alla Mosa, a Huy, a metà strada tra Liegi e Namur, mentre gli altri riuscirono solamente ad attuare operazioni minori quali spostare cartelli stradali per fuorviare le truppe alleate, tagliare linee telefoniche e telegrafiche e legare nastri rossi agli alberi per segnalare finte zone minate. Il danno maggiore dell'operazione Greif fu lo stato di ansia tra i soldati alleati, portandoli ad ipotizzare, sbagliando, che il reale obiettivo dell'operazione fosse la cattura del generale Dwight Eisenhower.

## Antefatti

### L'offensiva delle Ardenne
Il piano per la controffensiva da attuare sul fronte occidentale nel dicembre 1944 era ambizioso: due forti armate corazzate, la 6. SS-Panzer-Armee a nord e la 5. Panzerarmee a sud, dovevano sferrare un massiccio attacco nella regione delle Ardenne al confine tra Germania, Belgio e Lussemburgo, settore debolmente presidiato dalle unità statunitensi della First United States Army. I panzer tedeschi dovevano avanzare in profondità fino a raggiungere il fiume Mosa tra Liegi e Charleroi, da dove avrebbero poi proseguito più a nord verso Bruxelles e quindi Anversa chiudendo così in un'immensa sacca le armate anglo-statunitensi schierate nella parte settentrionale del fronte. La velocità era essenziale per la riuscita del piano ed era la grande preoccupazione degli strateghi tedeschi di riuscire ad attraversare il corso della Mosa nel più breve tempo possibile. Dopo varie discussioni, Hitler stesso ordinò di formare un'unità speciale di soldati tedeschi che parlassero inglese i quali, vestiti ed equipaggiati come soldati statunitensi, dovevano infiltrarsi nelle retrovie nemiche sfruttando il caos generato dall'offensiva per occupare i ponti sulla Mosa impedendo che fossero fatti saltare dai reparti in ritirata.
L'uomo prescelto per portare a termine questa operazione fu lo Sturmbannführer (maggiore) delle SS Otto Skorzeny, considerato uno specialista in missioni di guerra non convenzionale; tra i suoi successi vi erano la liberazione di Benito Mussolini dalla sua prigionia sul Gran Sasso nel settembre 1943 (operazione Quercia) e la cattura del governo ungherese nell'ottobre 1944 per impedirgli di abbandonare l'alleanza con la Germania (operazione Panzerfaust). Convocato al quartier generale di Hitler a Rastenburg il 22 ottobre 1944, Skorzeny fu promosso Obersturmbannführer (tenente colonnello) dallo stesso Führer e messo al corrente dell'operazione assegnatagli. Con solo cinque settimane per mettere assieme gli uomini e addestrarli all'operazione, Skorzeny si diede da fare per costituire la sua unità speciale, designata come 150. Panzerbrigade.

### La 150. Panzerbrigade

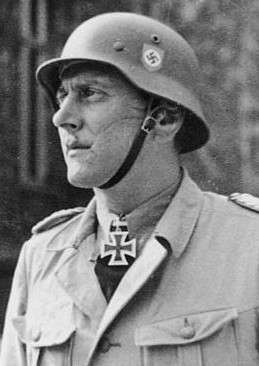
Lo Obersturmbannführer Otto Skorzeny

Il piano originario di Skorzeny era decisamente ambizioso, prevedendo di costituire una brigata meccanizzata forte di tre battaglioni per un totale di 3300 uomini, tutti o quasi capaci di parlare l'inglese e interamente equipaggiati di uniformi, armi e veicoli di provenienza statunitense o britannica. Il 25 ottobre l'Oberkommando der Wehrmacht emise un ordine a tutti i comandi delle forze armate presenti sul fronte occidentale per il reclutamento di soldati che fossero «a conoscenza della lingua inglese e dello slang americano», mentre il 9 novembre l'Oberbefehlshaber West (il comando in capo della Wehrmacht per tutto il fronte occidentale) ricevette istruzione di trovare e mettere a disposizione un notevole quantitativo di veicoli di provenienza statunitense, tra cui almeno 15 carri armati, 20 veicoli blindati, 20 cannoni semoventi, 100 jeep, 120 camion e 40 motociclette.
Le richieste di Skorzeny per quanto riguardava l'attrezzatura si rivelarono impossibili da esaudire: i reparti al fronte erano più che riluttanti a cedere il loro prezioso bottino senza ragguagli precisi sull'operazione, tenuta (come del resto l'intera offensiva nelle Ardenne) nel riserbo più assoluto. Alla fine furono forniti solo due carri armati M4 Sherman (uno dei quali ben presto scartato per problemi al motore), quattro autoblindo da ricognizione, circa 30 jeep e 15 camion statunitensi; anche l'equipaggiamento recuperato fu esiguo e molte delle uniformi fornite erano di tipo estivo. Non meno disastroso fu il reclutamento degli uomini: furono trovati solo dieci volontari capaci di parlare fluentemente l'inglese e con una discreta conoscenza del gergo americano, in maggioranza provenienti dalla Marina militare e tutti privi di specifico addestramento alle operazioni speciali; altri 30-40 uomini parlavano bene l'inglese ma non conoscevano lo slang americano, altri 120-150 parlavano inglese discretamente e circa 200 ne avevano una conoscenza scolastica. Il resto del personale assegnato alla brigata non aveva alcuna conoscenza della lingua inglese.
La carenza di uomini e attrezzature obbligò Skorzeny a rivedere i suoi piani. La 150. Panzerbrigade fu ristrutturata come un'unità più convenzionale, equipaggiata di materiali tedeschi camuffati alla meglio per sembrare statunitensi, con l'incarico di fungere da avanguardia delle colonne corazzate tedesche ed infiltrarsi nelle linee nemiche. Gli effettivi della brigata, in totale circa 2500 uomini provenienti da tutte le forze armate tedesche, furono suddivisi in tre kampfgruppe designati con le lettere X, Y e Z, ciascuno dotato di una piccola unità comando, tre compagnie di fanteria, due plotoni di panzergrenadier, due plotoni anticarro, un plotone del genio e uno di trasmissioni; i Kampfgruppe X e Y avevano anche una compagnia corazzata, la prima dotata di cinque carri armati Panzer V Panther e la seconda di cinque cannoni d'assalto Sturmgeschütz III. I corazzati erano stati camuffati con delle piastre metalliche per assomigliare il più possibile a dei cacciacarri statunitensi M10 Wolverine e a tutti i veicoli della brigata fu applicata la pitturazione verde militare e l'insegna con la stella bianca a cinque punte tipicamente adottate dai veicoli degli Alleati. I 150 uomini capaci di parlare meglio l'inglese furono invece uniti in una speciale unità commando ("Enheit Stielau") dotata dei pochi veicoli ed equipaggiamenti genuinamente statunitensi.
L'addestramento della 150. Panzerbrigade fu condotto nella base di Grafenwöhr nel cuore della Germania; solo Skorzeny aveva piena conoscenza dell'imminente offensiva nelle Ardenne e del ruolo della brigata in essa, il che generò una serie di voci come il fatto che l'unità dovesse attraversare la Francia per andare a liberare le guarnigioni tedesche assediate di Lorient o Dunkerque o che dovesse andare ad attaccare il quartier generale degli Alleati a Parigi. Skorzeny stesso non fece nulla per ostacolare queste voci, sistema utile per confondere eventuali informatori nemici. Solo il 10 dicembre, meno di una settimana prima dell'offensiva, i comandanti dei tre kampfgruppe furono messi al corrente del piano: una volta che le truppe tedesche della 6. SS-Panzer-Armee avessero sfondato il fronte statunitense, la 150. Panzerbrigade doveva portarsi in testa alle colonne d'attacco e, fingendosi un'unità americana in ritirata, spingersi in avanti attraverso l'altopiano dello Hohes Venn andando a conquistare i ponti sulla Mosa situati nelle cittadine di Amay, Huy e Andenne. I commando della Enheit Stielau furono invece suddivisi in piccole unità da quattro-cinque uomini con una jeep e incaricati di una serie di missioni speciali. I demolitori avrebbero fatto saltare ponti, depositi di munizioni e di carburante nemici; le pattuglie di ricognizione avrebbero perlustrato le retrovie nemiche e le due sponde della Mosa facendone poi rapporto al comando; i commando di testa avrebbero operato da collegamento con le divisioni d'attacco al fine di seminare il caos nelle retrovie nemiche e interrompere la catena di comando, manomettendo i segnali stradali, tagliando i cavi telefonici e divulgando falsi ordini ai reparti incontrati per strada.

## L'operazione

### Azioni della 150. Panzerbrigade

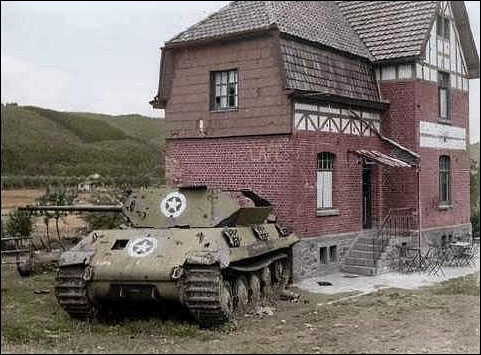
I resti di un Panther tedesco camuffato da cacciacarri statunitense, distrutto nelle vicinanze di Malmedy

La notte del 14 dicembre la 150. Panzerbrigade raggiunse il punto di raccolta di Bad Münstereifel da dove ripartì il 16 dicembre, giorno d'avvio dell'offensiva tedesca nelle Ardenne. I tre kampfgruppe della brigata furono accodati alle tre divisioni di testa della 6. SS-Panzer-Armee incaricate di aprire la breccia nelle linee statunitensi, rispettivamente la 1. SS-Panzer-Division "Leibstandarte SS Adolf Hitler", la 12. SS-Panzer-Division "Hitlerjugend" e la 12. Volksgrenadier Division, ma di fatto trascorsero i primi due giorni bloccati negli enormi ingorghi di traffico intorno a Losheim am See. La possibilità di uno sfondamento nel settore della 6. SS-Panzer-Armee fu ben presto vanificata dalla resistenza statunitense nel corso della battaglia del crinale di Elsenborn. La notte del 17 dicembre Skorzeny propose che la sua brigata fosse riunita in un'unica forza ed impiegata per un'azione di sfondamento. Alla 150. Panzerbrigade fu quindi assegnato il compito di conquistare il villaggio e il raccordo stradale di Malmedy, aggirando le postazioni statunitensi sul crinale di Elsenborn e assistendo la 12. SS-Panzer-Division..
Una delle unità da ricognizione della Enheit Stielau era transitata per Malmedy il 17 dicembre, riferendo che l'unico ostacolo erano alcuni blocchi stradali allestiti dal 219º Battaglione genio statunitense, ma nei giorni seguenti dei rinforzi erano giunti a difesa della cittadina: il 120th Infantry Regiment della 30th Infantry Division, il 99th Infantry Battalion (separate) e una compagnia di cacciacarri. Dopo aver perso diverso tempo a radunare le sparse componenti della sua brigata, Skorzeny incominciò l'attacco a Malmedy nelle prime ore del 21 dicembre, con il Kampfgruppe X sul lato sinistro proveniente da Ligneuville, il Kampfgruppe Y sul lato destro proveniente da Baugnez e il Kampfgruppe Z in riserva alle spalle. Il Kampfgruppe Y si imbatté negli avamposti del 120th Regiment statunitense e fu ben presto tempestato di colpi d'artiglieria, tanto che dovette immediatamente ritornare sulle posizioni di partenza; il Kampfgruppe X attaccò con due compagnie di fanteria e i cinque carri armati Panther le postazioni del 3º Battaglione del 120th Regiment a ovest di Malmedy, riuscendo a penetrare nell'abitato. Qui si sviluppò un feroce scontro casa per casa, con i tedeschi che tentavano di aprirsi la strada fino al ponte ferroviario sul fiume Warche, ma che erano continuamente respinti dal pesante fuoco statunitense. Il soldato Francis S. Currey del 120th Regiment si guadagnò una Medal of Honor, massima onorificenza statunitense, per le sue azioni contro i carri tedeschi a Malmedy.
Per le 10:30 la nebbia che copriva la zona si era alzata, consentendo all'artiglieria statunitense di intervenire in forze contro i tedeschi; solo un unico carro Panther era riuscito ad attraversare il ponte e a portarsi sulla riva nord, ma qui era stato neutralizzato. Nel tardo pomeriggio i tedeschi incominciarono a ritirarsi da Malmedy. L'artiglieria statunitense aveva sparato più di 3000 proiettili e lo stesso Skorzeny era stato leggermente ferito da una scheggia. Il Kampfgruppe Y tentò un nuovo assalto nelle prime ore del 22 dicembre attaccando a est di Malmedy, ma ancora una volta fu ricacciato indietro dall'artiglieria statunitense e quello stesso pomeriggio i genieri statunitensi fecero saltare in aria i ponti di Malmedy, rendendo inutile una conquista della cittadina da parte dei tedeschi.
La 150. Panzerbrigade rimase in linea senza prendere parte ad altre azioni fino al 28 dicembre, quando fu ritirata nelle vicinanze di Sankt Vith per poi fare ritorno a Grafenwöhr in Germania, dove venne formalmente sciolta il 23 gennaio 1945; secondo le stime dello stesso Skorzeny, nelle sue inutili azioni nelle Ardenne la brigata aveva perso il 15% della sua forza originaria.

### Azioni della Enheit Stielau
In un'intervista rilasciata agli ufficiali statunitensi nell'agosto 1945, Skorzeny sostenne che nei primi giorni dell'offensiva delle Ardenne e fino al 19 dicembre la Enheit Stielau infiltrò dietro le linee nemiche quattro squadre da ricognizione e due da demolizione, oltre ad aggregare una squadra di testa a ognuna delle tre divisioni d'attacco della 6. SS-Panzer-Armee e a ognuno dei kampfgruppe della 150. Panzerbrigade; a partire dal 19 dicembre, venuto meno l'effetto sorpresa, nessuna squadra in uniforme statunitense fu più inviata oltre le linee nemiche e le successive missioni di ricognizione furono condotte da soldati in uniforme tedesca.
È molto difficile stimare il reale impatto che le unità tedesche in uniforme statunitense ebbero nel corso della battaglia delle Ardenne, anche perché i resoconti affidabili sono scarsi. Varie squadre sabotarono cartelli stradali, diffusero falsi ordini in lungo e in largo per le retrovie statunitensi e almeno in un caso riuscirono a raggiungere la Mosa, ma nessuna significativa missione di ricognizione o di demolizione fu mai portata a termine; la letteratura del dopoguerra abbondò di racconti piuttosto incredibili, e lo stesso Skorzeny contribuì non poco a colorire i fatti ben oltre la realtà. L'effetto sorpresa svanì rapidamente, visto che già il 17 dicembre documenti riguardanti l'operazione Greif erano caduti in mano ai reparti statunitensi, e molti degli infiltrati catturati rivelarono spontaneamente la natura della loro missione; questo, tuttavia, non fece che incrementare il panico e la paranoia nelle retrovie statunitensi, con i soldati che incominciarono a vedere spie e sabotatori in ogni dove.
Un ufficiale del controspionaggio statunitense, Earl Browing, propose che agli individui sospetti fossero fatte domande sullo sport e sulla cultura statunitense a cui solo un nativo degli Stati Uniti avrebbe potuto rispondere correttamente; tali precauzioni di sicurezza causarono più problemi che altro: il generale Omar Bradley fu trattenuto per diverse ore dalla polizia militare perché, fermato lungo la strada, alla domanda su quale fosse la capitale dell'Illinois aveva correttamente risposto «Springfield» mentre gli agenti che lo interrogavano pensavano che fosse Chicago. Diversi infiltrati tedeschi furono scoperti per inezie: una squadra fu catturata a un posto di blocco il 18 dicembre perché riferì di appartenere alla "Compagnia E" di un'unità di cavalleria, quando la cavalleria statunitense usava il termine troop e non "compagnia"; un altro tedesco fu individuato perché il suo documento personale riportava correttamente la scritta "Non valido come passi - solo per identificazione", quando per un errore di stampa tutti i documenti dei soldati statunitensi riportavano la scritta "indentificazione" invece che "identificazione": il falsario tedesco che aveva preparato il documento aveva anche provveduto a correggere l'errore ortografico presente sull'originale.
La cattura di una squadra di tre elementi ad Aywaille il 17 dicembre, scoperta per un errore nel dare la parola d'ordine a un posto di blocco, causò ulteriore panico: durante l'interrogatorio i tedeschi dichiararono che la loro missione era di rapire o assassinare il comandante in capo degli Alleati generale Dwight Eisenhower, benché questa fosse probabilmente una delle false voci messe in giro da Skorzeny per coprire la vera missione della sua unità. A ogni modo, la sicurezza allo SHAEF fu immediatamente triplicata e lo stesso Eisenhower dovette trascorrere diversi giorni in una specie di detenzione coatta nel palazzo del Grand Trianon a causa della sorveglianza continua a cui fu sottoposto.
I numeri sugli infiltrati tedeschi in uniforme statunitense catturati durante la battaglia delle Ardenne non sono certi, ma almeno 18 tedeschi furono fucilati nel dicembre 1944 per essere stati sorpresi in simili circostanze, ritenute una violazione delle leggi di guerra e assimiliate allo spionaggio. Nel dopoguerra lo stesso Skorzeny fu sottoposto a giudizio nell'agosto 1947 da una corte militare statunitense, nell'ambito dei più ampi "processi di Dachau", per i fatti dell'operazione Greif; il tedesco fu tuttavia assolto e la sua azione ritenuta un legittimo stratagemma di guerra, in particolare dopo la testimonianza resa da ex agenti dello Special Operations Executive britannico che avevano portato a termine durante il conflitto operazioni del tutto analoghe.

## Nella cultura di massa
I fatti dell'operazione Greif colpirono molto l'immaginario popolare all'epoca, e sono tra gli episodi più citati nelle opere del dopoguerra che trattano della battaglia delle Ardenne:
- soldati tedeschi in uniforme statunitense infiltrati dietro le linee nemiche compaiono nel film Bastogne (1949), regia di William A. Wellman;
- il film Fra due trincee (1959), regia di Arthur Dreifuss, ha per protagonista una pattuglia tedesca in uniforme statunitense durante la battaglia delle Ardenne;
- un episodio della serie televisiva The Crisis del 1964 tratta dei fatti dell'operazione Greif;
- Nel film La battaglia dei giganti (1965), regia di Ken Annakin, soldati tedeschi in uniformi statunitensi combattono nell'offensiva delle Ardenne;
- nelle scene iniziali del film Sotto corte marziale (2002), regia di Gregory Hoblit, il protagonista, un ufficiale statunitense, è fatto prigioniero da una pattuglia tedesca in uniforme americana.